# Odontobutis
Odontobutis – rodzaj ryb z rodziny Odontobutidae.

## Klasyfikacja
Gatunki zaliczane do tego rodzaju:
- Odontobutis haifengensis
- Odontobutis hikimius
- Odontobutis interrupta
- Odontobutis obscura
- Odontobutis platycephala
- Odontobutis potamophila
- Odontobutis sinensis
- Odontobutis yaluensis